# Still Feels Good
Still Feels Good è il quinto album in studio del gruppo country statunitense Rascal Flatts, pubblicato nel 2007.

## Tracce
1. Take Me There – 4:26
2. Here – 3:55
3. Bob That Head – 4:02
4. Help Me Remember – 4:12
5. Still Feels Good – 3:55
6. Winner at a Losing Game – 4:48
7. No Reins – 3:21
8. Every Day – 4:15
9. Secret Smile – 3:49
10. Better Now – 3:08
11. She Goes All the Way (featuring Jamie Foxx) – 4:00
12. How Strong Are You Now – 3:51
13. It's Not Supposed to Go Like That – 3:59

## Formazione
- Gary LeVox - voce
- Jay DeMarcus - basso, cori, piano
- Joe Don Rooney - chitarra, cori